# У лажима су плесне ноге
У лажима су плесне ноге (енгл. Work It) амерички је мјузикл хумористички филм из 2020. године, редитељке Лауре Терусо и продуцената Алише Киз, Леслија Моргенштајна и Елизе Кополовиц Датон. Главне улоге играју Сабрина Карпентер, Лајза Коши, Кејнан Лонсдејл, Мишел Буто и Џордан Фишер. Објављен је 7. августа 2020. године, дистрибутера Netflix-а.

## Радња
Генијална, али неспретна средњошколка заклиње се да ће упасти на факултет својих снова. Да би то учинила, мора претворити своје пријатеље у плесне прваке.

## Улоге
| Глумац                | Улога            |
| --------------------- | ---------------- |
| Сабрина Карпентер     | Квин Акерман     |
| Лајза Коши            | Џасмин Хејл      |
| Кејнан Лонсдејл       | Џулијард Пембрук |
| Мишел Буто            | Вероника Рамирез |
| Џордан Фишер          | Џејк Тејлор      |
| Дру Реј Танер         | Чарли            |
| Џејн Иствуд           | Рути             |
| Наоми Сникус          | Марија Акерман   |
| Бријана Андраде-Гомес | Тринити          |
| Калијан Бремо         | Брит Тарнер      |
| Бјанка Асило          | Рејвен           |
| Нил Роблс             | Крис Рохо        |
| Натанијел Скарлет     |                  |
| Тајлер Хачингс        | Роби Џ.          |
| Индијана Мехта        | Прија Синх       |

## Објављивање
Филм је објављен 7. августа 2020. године на Netflix-у. Био је најгледанији филм током свог дебитантског викенда, пре него што је пао на пето место другог викенда.